# ウェーバーの火炎速度数
ウェーバーの火炎速度数（ウェーバーのかえんそくどすう）とは、流体力学で用いられる無次元数の1つ。以下の公式で求められる。
{\displaystyle We={\frac {Su}{Su_{H_{2}}}}}
ただし、{\displaystyle We}はウェーバーの火炎速度数、{\displaystyle Su}は着目する物質の火炎速度、{\displaystyle Su_{H_{2}}}は水素の火炎速度である。水素は最も火炎速度の大きい物質であるため、ウェーバーの火炎速度数は必ず1以下になる。